# 와타나베 부인
와타나베 부인은 엔캐리 트레이드로 높은 이익을 얻는 일본의 개인투자자들을 일컫는 말이다. 일본의 흔한 성인 '와타나베'에서 유래했으며, 초기에는 일본의 주부 재테크 사단을 지칭하는 용어였으나, 지금은 확대되어 쓰이고 있다.